# A Jackknife to a Swan
 (mars 2015).
Si vous disposez d'ouvrages ou d'articles de référence ou si vous connaissez des sites web de qualité traitant du thème abordé ici, merci de compléter l'article en donnant les références utiles à sa vérifiabilité et en les liant à la section « Notes et références ».
Albums de The Mighty Mighty Bosstones
Pay Attention Pin Points and Gin Joints
(2009)
A Jackknife to a Swan est le septième album du groupe américain The Mighty Mighty Bosstones.
Sorti le 9 juillet 2002 sur le label SideOneDummy Records, cet album marque le retour du groupe sur un label indépendant. Il est également le dernier album du groupe avant une pause de 2003 à 2007. L'album suivant est sorti en 2009.

## Liste des pistes
| No  | Titre                         | Durée      |
| --- | ----------------------------- | ---------- |
| 1.  | A Jackknife to a Swan         | 2 min 48 s |
| 2.  | Mr. Moran                     | 3 min 04 s |
| 3.  | You Gotta Go!                 | 2 min 42 s |
| 4.  | Everybody's Better            | 3 min 41 s |
| 5.  | Sugar Free                    | 2 min 44 s |
| 6.  | I Want My City Back           | 3 min 16 s |
| 7.  | Chasing the Sun Away          | 3 min 28 s |
| 8.  | You Can't Win                 | 3 min 19 s |
| 9.  | The Old School Off the Bright | 2 min 26 s |
| 10. | The Punch Line                | 3 min 15 s |
| 11. | Go Big                        | 2 min 52 s |
| 12. | Shit Outta Luck               | 2 min 57 s |
| 13. | Seven Ways to Sunday          | 3 min 58 s |

## Membres du groupe
- Dicky Barrett – Voix
- Lawrence Katz – guitare
- Joe Gittleman – basse, chœurs
- Joe Sirois – batterie
- Tim « Johnny Vegas » Burton – saxophone, chœurs
- Roman Fleysher – saxophone
- Chris Rhodes – trombone, chœurs
- Ben Carr – Bosstone

## Musiciens et choristes invités
- Mike Denneen – piano
- Rolf Langsjoen – trompette
- Jim Fitting – harmonica, chœurs
- Tanya Michelle – chœurs
- John Seymour – chœurs, producteur